# توکی یوری‌آکی
توکی یوری‌آکی، توکی یوریناری (به ژاپنی: 土岐 頼芸 Toki Yorinari); ۱ ژانویهٔ ۱۵۰۲ – ۲۸ دسامبر ۱۵۸۲) سامورایی اهل ژاپن بود. وی شوگو (فرماندار) ولایت مینو و دومین پسر توکی ماسافوسا بود.هنگامی‌که برادر بزرگتر وی توکی یوریتاکه پسر خود توکی یوریزومی را به عنوان جانشین انتخاب کرد، توکی یوری‌آکی بر ضد برادر خود شورش کرد. بر اثر این شورش در ولایت مینو و ولایت‌های اطراف آن درگیری و اغتشاش‌های رخ داد. در نهایت وی توانست رهبری خاندان توکی و همچنین مقام شوگو (فرماندار) ولایت مینو را به دست آورد اما سپس وی توسط سایتو دوسان که از ملازم پرقدرت خاندان توکی بود از قدرت برکنار شد.

## تاریخچه
در سال ۱۵۳۶ توسط دوازدهمین شوگون، آشیکاگا یوشی‌هارو و به حکم وی به ولایت مینو رسماً به سمت شوگو یا فرماندار این ولایت منصوب شد.
در سال ۱۵۴۲ وی به قلعه اوکاجو (大桑城)، جایی که توکی یوریزومی در آن پناه گرفته بود سقوط کرد. توکی یوری‌آکی سپس در قلعه ساگی‌یاما ساکن شد. در همین سال به همراه پسرش توسط سایتو دوسان به ولایت اُواری تبعید شد. در ولایت آواری وی تحت حمایت اودا نوبوهیده قرار گرفت. سپس با همکاری توکی یوریزومی که در ولایت اچیزن تحت حمایت آساکورا تاکاکاگه (دهمین رهبر خاندان آساکورا) قرار داشت توانست برای مدتی به مقام فرمانداری ولایت مینو بازگردد. اما بزودی در سال ۱۵۴۶، سایتو دوسان و آساکورا تاکاکاگه پیمان صلح بستند و شرط این صلح برکناری توکی یوری‌آکی از مقام شوگو یا فرمانداری بود به همین علت وی مجبور شد فرمانداری را به یوریزومی واگذار کند. در همین سال یوریزومی با دختر سوم سایتو دوسان بنام نوهیمه ازدواج کرد. یوریزومی در سال ۱۵۴۷ ناگهان در سن ۲۴ سالگی درگذشت. مرگ وی بنابر فرضیه‌ها در اثر زهر و با نقشه سایتو دوسان بوده‌است. نوهیمه بعدها همسر اصلی اودا نوبوناگا شد. پس از مرگ وی بار دیگر عمویش توکی یوری‌آکی شوگو (فرماندار) ولایت مینو شد تا اینکه در سال ۱۵۴۸ سایتو دوسان با اودا نوبوهیده پیمان صلح بست و بدین ترتیب وی پشتیبان خود را از دست داده و از ولایت مینُو تبعید شد.